# С нами
 «С нами»  (фр. Chez nous) — бельгийско-французский фильм-драма 2017 года, поставленный режиссером Люка Бельво. Мировая премьера фильма состоялась 30 января 2017 на Роттердамском международном кинофестивале. В 2018 году лента была выдвинута в 7 номинациях на соискание бельгийской национальной кинопремии «Магритт» и получила награду за лучшую женскую роль.

## Сюжет
Полин — медсестра по призванию. Ей нравится собственная профессия, она всегда мечтала помогать людям; пациенты отвечают ей благодарностью, однако, поскольку подавляющее их число являются людьми пожилого возраста, то в её жизни бывают дни, наполненные горем. Именно так начался её прошлый понедельник. Полин отправилась проверить, как живёт одна из её подопечных, но зайдя в дом очень удивилась тишине. Полин обнаружила старушку на кровати, но, к сожалению, уже бездыханную. Немного поплакав, женщина собралась с силами и сообщила о случившемся в больницу и полицию.
На следующей неделе главный врач пригласил Полину в свой кабинет, для обсуждения важного вопроса, но затем начал разговор на тему политики. Медсестра сказала, что мало интересовалась этим вопросом, и уже и забыла, когда голосовала последний раз. Врач продолжил развивать эту тему, добавив, что мог бы замолвить словечко за Полину перед несколькими влиятельными людьми, если бы она согласилась выдвинуть свою кандидатуру в муниципалитет. Сначала Полин отказалась, заявив, что не видит себя в роли политика, но позже обещала подумать над предложением. Вернувшись домой, медсестра начала просматривать последние новости, которые касались политической жизни страны, а после поговорила со своей лучшей подругой о том, что ей сказал врач. Полин рассказала подруге, что даже, если бы она согласилась принять участие в выборах, то нужно было бы искать кого-то, кто присматривал бы за её детьми, а ещё за престарелым отцом, которого нужно постоянно контролировать. На это подружка ответила, что Полин нужно соглашаться на предложение, а с проблемами она ей поможет разобраться.

## В ролях
- Эмили Декьенн — Полин
- Андре Дюссолье — Филипп Бертье
- Гийом Гуи — Стефан Станковяк
- Сирил Дескур — Виктор Вассер